# Zdeněk Weidner
Zdeněk Weidner (30. června 1877 Třebíč – ?) byl český loutkář a poštovní úředník.

## Biografie
Zdeněk Weidner se narodil v roce 1877 v Třebíči, sám se vzdělával jako kreslíř, grafik a rytec, nejvíce se však proslavil tvorbou loutek. Kolem roku 1910 se začal plně věnovat loutkářství. V roce 1911 uvedl na výstavě v Rokycanech zdola ovládané loutky a roku 1912 uvedl marionetové divadlo. Věnoval se také tvorbě tzv. Alšových loutek nebo tvorbě ex libris. V roce 1922 se odstěhoval na Slovensko, kde pokračoval v tvorbě, jeho místo a datum úmrtí není známo.